# Lithostege griseata
Lithostege griseata là một loài bướm đêm trong họ Geometridae.

## Hình ảnh

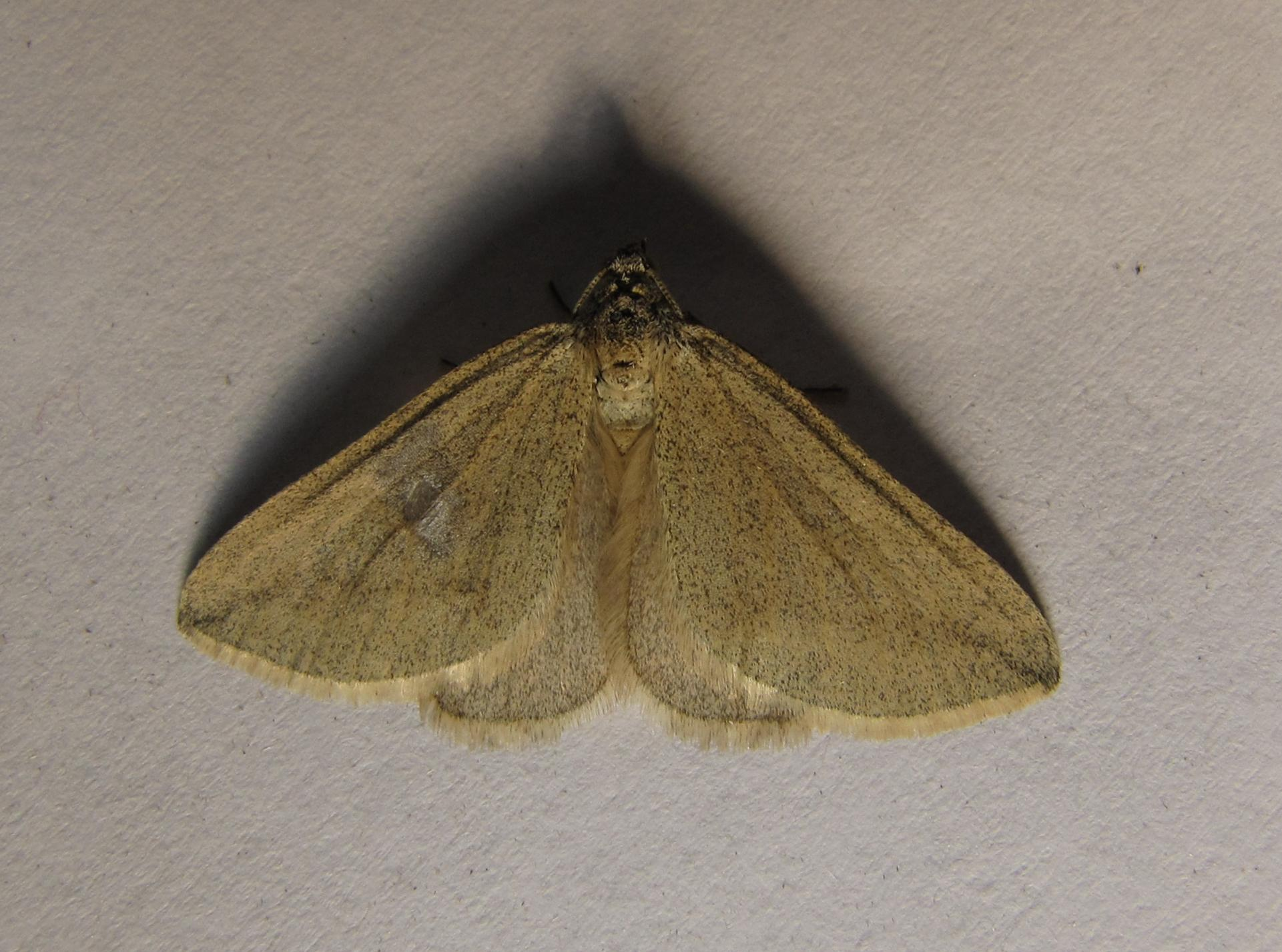
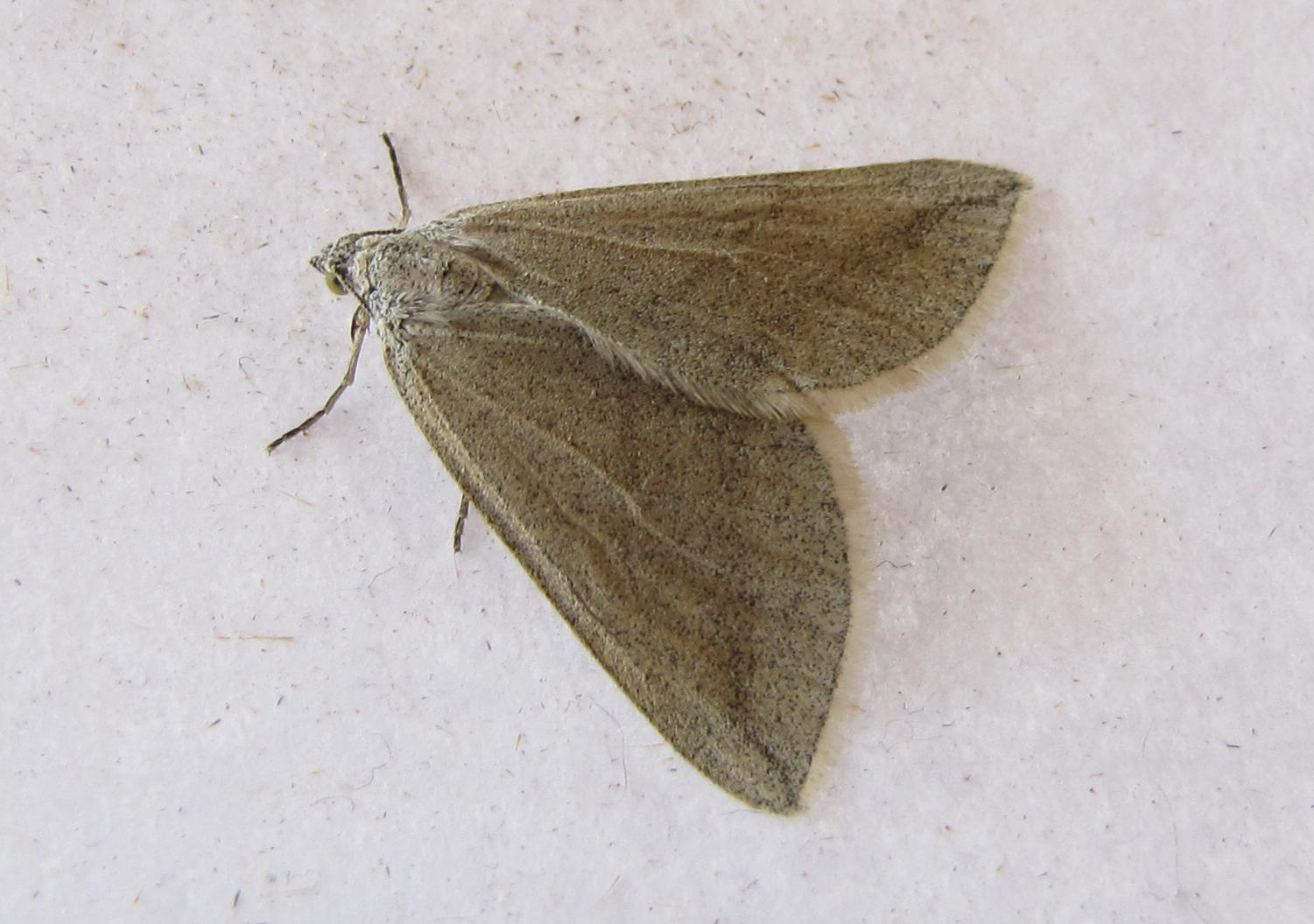
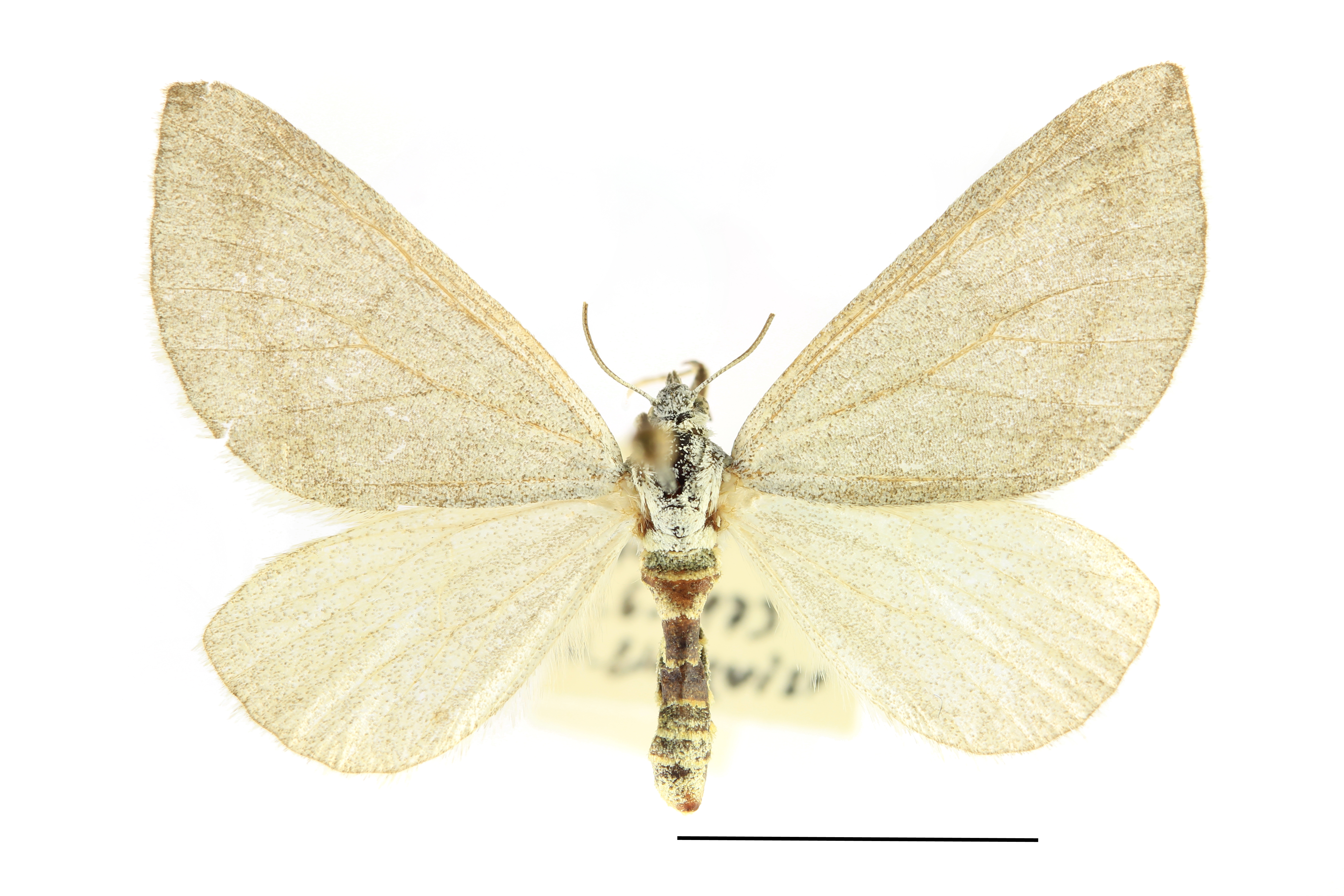
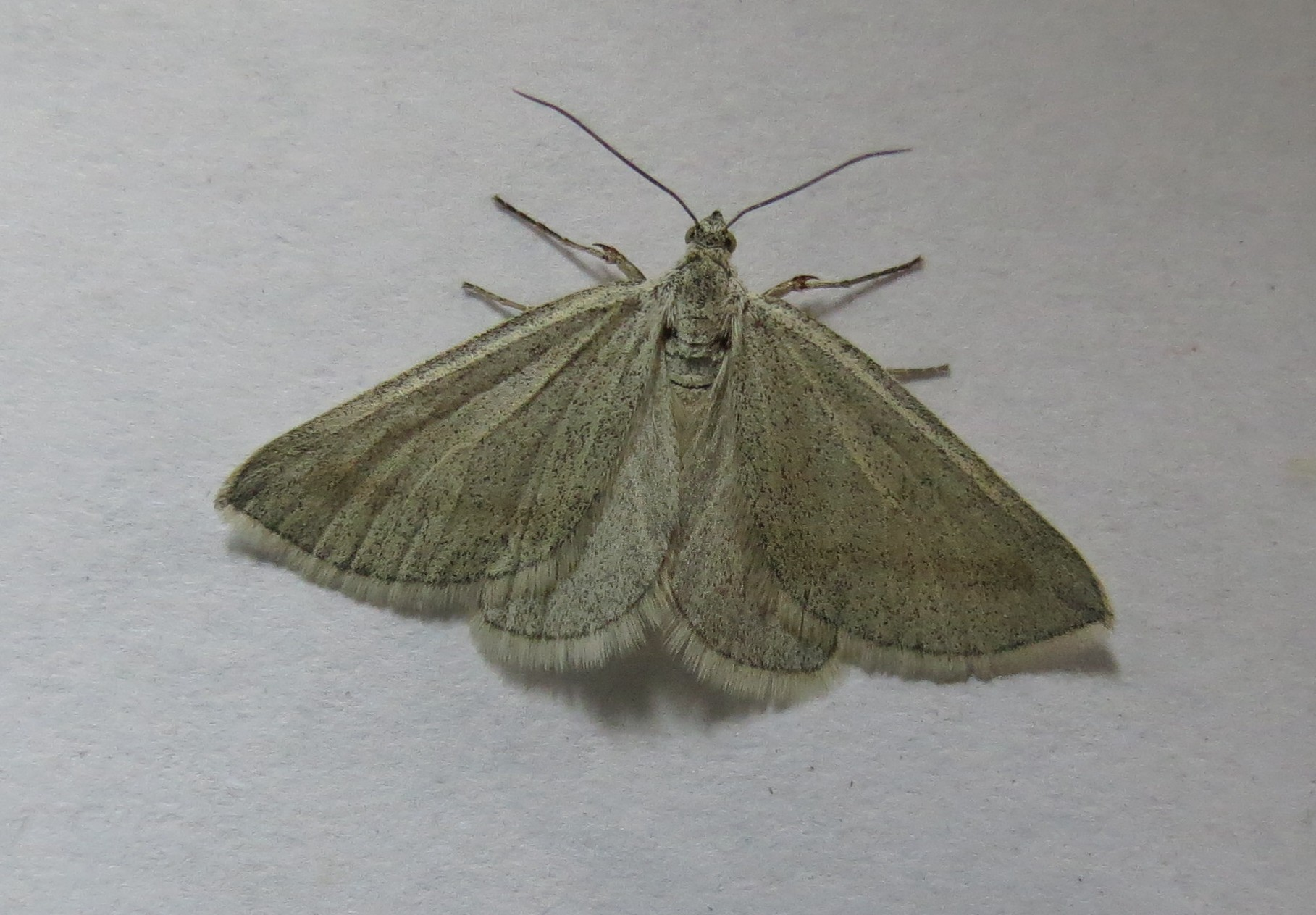